# Ципердюк Іван Михайлович
Ципердюк Іван Михайлович (нар. 23 серпня 1969) — український поет, один з представників так званого Станіславського феномену. Кандидат філологічних наук.

## Біографія
Народився 23 серпня 1969 року в селі Загвіздя Тисменицького району Івано-Франківської області. Закінчив Івано-Франківський педагогічний інститут імені Василя Стефаника. 
Автор двох збірок прозопоезій «Химерії» (1992) та «Переселення квітня» (1996). Взяв участь у антології «На добранок, міленіум!» Лауреат премії видавництва «Смолоскип». У 1997 році захистив кандидатську дисертацію про Євгена Мандричевського. Входив до літературної групи «Нова деґенерація». 
Живе в Івано-Франківську. Співпрацює з місцевими газетами та іншими засобами інформації (радіо, телебачення, журнали). Веде активне громадське та культ-освітнє життя.

## Творчість
За тематичними та формальними ознаками поезія Ципердюка вписується в стилістичні рамки Станіславського феномену. Для його віршів здебільшого характерний експеримент, формалізований модерністськими методами.

За висловом Володимира Єшкілєва, 
|  | Ципердюк веде текстовий монолог сільського ґазди, що переповідає родинну історію, де є всі життєві прикмети: смерть, річні цикли, народження та весілля. Звідси філософія бажань у творах Ципердюка як «філософія пасивних синтезів» |

.

У 2010 році видав збірку есеїв «Подорож крізь туман». В антотації до книжки сказано: 
|  | Головна ідея збірки – людина як цінність. Ми часто не усвідомлюємо цього за щоденною метушнею – але ж тоді перестаємо бути самі собою. Це культурна, психологічна, житейська атмосфера невеликого галицького міста з його традиціями, специфічним світоглядом, свого роду навіть аурою, а головне – напрочуд цікавими людьми. |

## Твори
- «Химерії» (1992)
- «Переселення квітня» (1996), Київ: видавництво «Смолоскип».
- «Подорож крізь туман: статті та есеї» (2010), Київ: Грані-Т.

### Дисертація
- Мала проза Євгена Мандичевського: проблематика і поетика: Дис. кандидата філологічних наук: 10.01.01 / НАН України. — Львів, 1997. — 183 л.

## Джерело
- Мала українська енциклопедія актуальної літератури, Плерома, 3, проект Повернення деміургів — Івано-Франківськ: Лілея-НВ, 1998. — с. 118, с. 227-228 (вірші).